# ジェームズ・ギブソン (競泳選手)
ジェームズ・ギブソン（James Gibson, 1980年2月6日 - ）は、イギリスの競泳選手。チェルムズフォード出身。2005年世界水泳選手権50ｍ平泳ぎ金メダル、100ｍ平泳ぎ銅メダル。

## 自己ベスト
- 50ｍ平泳ぎ　　27秒46　イギリス記録
- 100ｍ平泳ぎ　59秒68
- 200ｍ平泳ぎ　2分15秒67